# Saint-Georges-de-Longuepierre
Saint-Georges-de-Longuepierre ist eine ehemalige französische Gemeinde mit 235 Einwohnern (Stand: 1. Januar 2022) im Département Charente-Maritime in der Region Nouvelle-Aquitaine (vor 2016: Poitou-Charentes). Sie gehörte zum Arrondissement Saint-Jean-d’Angély. Die Einwohner werden Saint-Georgeais und Saint-Georgeaises genannt.
Der Erlass des Präfekten vom 30. September 2024 legte mit Wirkung zum 1. Januar 2025 die Eingliederung von Saint-Georges-de-Longuepierre als Commune déléguée zusammen mit der früheren Gemeinde Nuaillé-sur-Boutonne zur Commune nouvelle Rives-de-Boutonne fest. Der Name der Commune nouvelle wurde mit dem Erlass des Präfekten vom 28. Oktober 2024 nachträglich geändert.

## Geografie

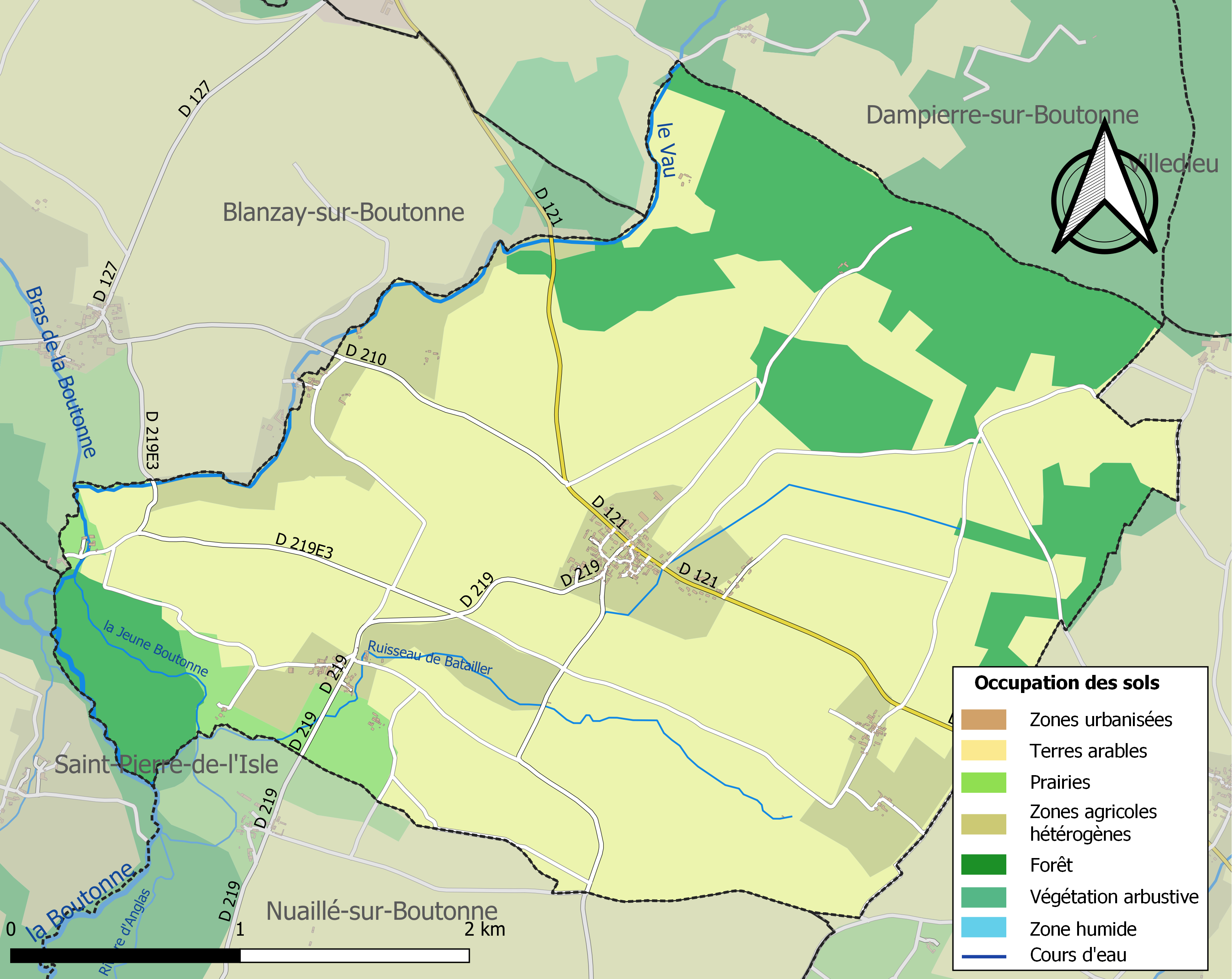
Bodennutzung, Hydrografie und Infrastruktur von Saint-Georges-de-Longuepierre (2018)

Saint-Georges-de-Longuepierre liegt etwa 59 Kilometer ostsüdöstlich von La Rochelle und etwa 38 Kilometer nordöstlich von Saintes im Norden der historischen Provinz der Saintonge. Das Ortsgebiet wird entwässert von der Boutonne, einem Nebenfluss der Charente, die es im Südwesten begrenzt. Der Fluss Vau begrenzt es im Nordwesten, bevor er hier in die Boutonne mündet. Das Zentrum liegt auf einer Höhe von etwa 50 m. Das Bodenrelief zeigt keine markenten Erhebungen. Die maximale Höhe des Ortsgebiets wird im Nordosten mit 82 m gemessen, die minimale mit 25 m Höhe im Südwesten beim Austritt der Boutonne aus dem Ortsgebiet.
Teile des Gebiets von Saint-Georges-de-Longuepierre gehören zum Natura-2000-Schutzgebiet „Massif forestier de Chizé-Aulnay“ (FR5400450) sowie von zwei ZNIEFF-Naturzonen. Rund 79 % der Fläche von Saint-Georges-de-Longuepierre werden landwirtschaftlich, hauptsächlich als Kulturboden, genutzt, rund 21 % sind bewaldet, insbesondere im Nordosten (Stand: 2018).
Umgeben wird Saint-Georges-de-Longuepierre von den Nachbargemeinden Dampierre-sur-Boutonne im Norden und Aulnay im Osten, von der Commune déléguée Nuaillé-sur-Boutonne im Süden sowie den Nachbargemeinden Saint-Pierre-de-l’Isle im Südwesten und Blanzay-sur-Boutonne im Westen.

## Bevölkerungsentwicklung

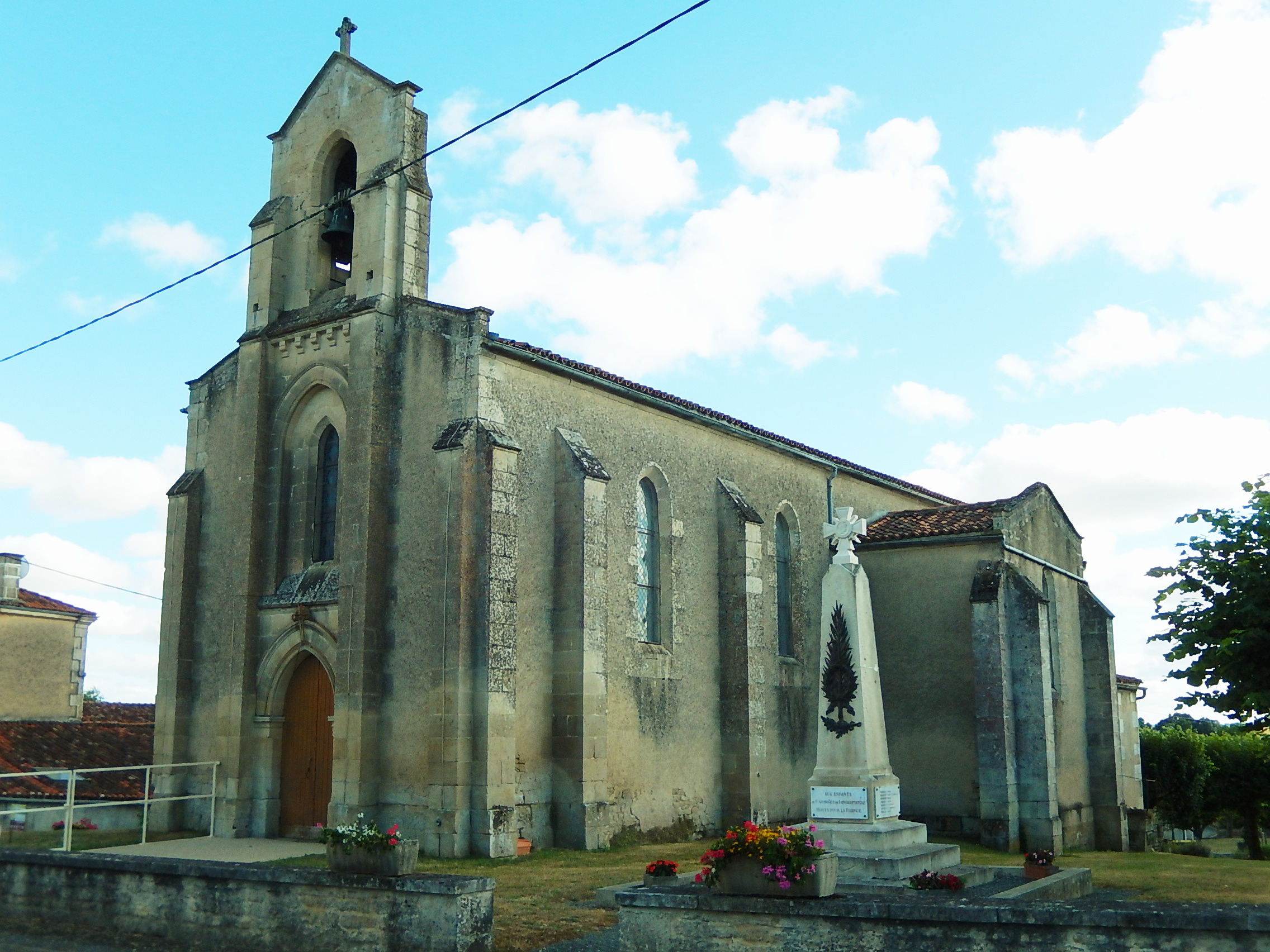
Kirche Saint-Georges

| Jahr                       | 1962 | 1968 | 1975 | 1982 | 1990 | 1999 | 2006 | 2013 | 2020 |
| Einwohner                  | 288  | 259  | 232  | 230  | 205  | 217  | 223  | 259  | 227  |
| Quellen: Cassini und INSEE |      |      |      |      |      |      |      |      |      |

## Sehenswürdigkeiten
- Neuromanische Kirche Saint-Georges aus dem 19. Jahrhundert